# Yajalón
Yajalón es una localidad mexicana situada en el estado de Chiapas. Es la cabecera del municipio del mismo nombre y funge como cabecera de la región Tulijá Tseltal Chol. En el censo de 2020 registró 18 926 habitantes.

## Toponimia
Su nombre, Yajalón, viene del tzeltal (Yashalum) que significa: "Tierra verde".

## Historia

### Fundación
En 1562, fue fundado el pueblo de Yajalón por fray Pedro Lorenzo, trasladándolo de Ocot; con el apoyo del general Adrián Zermeño Ballinas y sus ocho soldados originarios de la selva Lacandona.

### Principales hechos históricos
- En 1678, ya era parroquia.
- El 25 de diciembre de 1712, penetró al pueblo el capitán general de Guatemala en persecución de los sublevados tzeltales.
- En 1823 Yajalón se putaal Plan de Chiapas.
- En 1849 pertenece al Departamento de Palenque.
- En 1883 se divide el estado en 12 Departamentos permaneciendo Yajalón al de Palenque.
- En 1910 por decreto del gobernador Rabasa es elevada a la categoría de Villa.
- En 1963 por decreto del gobernador Samuel León Brindis se le designa ciudad y cabecera del distrito de Yajalón.
- En 1983 para efectos del Sistema de Planeación se ubica en la región VI Selva.
- En 1990 se pavimenta la vía a Ocosingo y Tila.
- De acuerdo con el Diario Oficial del Estado de Chiapas, número 299 del 11 de mayo de 2011, la regionalización de la entidad quedó conformada por 15 regiones socioeconómicas, dentro de las cuales el municipio de Yajalón está contenido en la Región XIV Tulijá Tseltal Chol.